# Saint-Jean-de-la-Neuville
 Saint-Jean-de-la-Neuville  es una población y comuna francesa, en la región de Alta Normandía, departamento de Sena Marítimo, en el distrito de Le Havre y cantón de Bolbec.

## Demografía
| 324 | 276 | 317 | 404 | 477 | 471 |
| Para los censos de 1962 a 1999 la población legal corresponde a la población sin duplicidades (Fuente: INSEE [Consultar]) |     |     |     |     |     |